# 1582

## Събития
- 26 октомври – Казашкият атаман Ермак Тимофеевич завзема Сибир, столицата на Сибирското ханство.
- Европа преминава от юлианския към григорианския календар, като четвъртък, 4 октомври е последван от петък, 15 октомври. Приемането на григорианския календар не става едновременно във всички страни.
- Жечпосполита излиза от Ливонската война след сключения с Русия Договор от Ян Заполски.

## Родени
- Грегорио Алегри – италиански композитор († 1652)